# Ministério do Exército (Império do Japão)
O Ministério do Exército (陸軍省, Rikugun-shō) , também conhecido como Ministério da Guerra, era o ministério de nível de gabinete no Império do Japão encarregado dos assuntos administrativos do Exército Imperial Japonês (IJA). Existiu de 1872 a 1945.

## História
O Ministério do Exército foi criado em abril de 1872, junto com o Ministério da Marinha, para substituir o Ministério da Guerra (兵部省, Hyōbushō) do início do governo Meiji.
Inicialmente, o Ministério do Exército estava encarregado da administração e do comando operacional do Exército Imperial Japonês. No entanto, com a criação do Gabinete do Estado-Maior do Exército Imperial Japonês em dezembro de 1878, ele ficou apenas com funções administrativas. Seu papel principal era garantir o orçamento do exército, aquisição de armas, pessoal, relações com a Dieta Nacional e o Gabinete, e assuntos gerais de política militar.
O cargo de Ministro do Exército era politicamente poderoso. Embora um membro do Gabinete após o estabelecimento do sistema de gabinete de governo em 1885, o Ministro do Exército respondia diretamente ao Imperador (o comandante-chefe de todas as forças armadas japonesas sob a Constituição Meiji  e não ao Primeiro-Ministro.
Desde a sua criação, o cargo de Ministro do Exército era geralmente preenchido por um general da ativa no Exército Imperial Japonês. Esta prática foi transformada em lei sob a "Lei de que os ministros militares serão oficiais da ativa" (軍部大臣現役武官制, Gumbu daijin gen'eki bukan sei)  em 1900 pelo Primeiro Ministro Yamagata Aritomo para conter a influência dos partidos políticos nas questões militares. Abolida em 1913 sob a administração de Yamamoto Gonnohyōe, a lei foi revivida novamente em 1936 por insistência do Estado-Maior do Exército pelo primeiro-ministro Hirota Kōki . Ao mesmo tempo, o Exército Imperial Japonês proibiu seus generais de aceitarem cargos políticos, exceto com permissão do Quartel-General Imperial. Tomados em conjunto, esses arranjos deram ao Exército Imperial Japonês um direito efetivo e legal de nomear (ou recusar a nomeação) o Ministro do Exército. A capacidade do Exército Imperial Japonês de se recusar a nomear um Ministro do Exército deu-lhe poder de veto efetivo sobre a formação (ou continuação) de qualquer administração civil e foi um fator chave na erosão da democracia representativa e na ascensão do militarismo japonês.
A partir de 1937, tanto o Ministro do Exército quanto o Chefe do Estado-Maior do Exército passaram a integrar o Quartel-General Imperial.
Com a rendição do Império do Japão na Segunda Guerra Mundial, o Ministério do Exército foi abolido junto com o Exército Imperial Japonês pelas autoridades de ocupação aliadas em novembro de 1945 e não foi revivido na Constituição do Japão do pós-guerra.

## Organização
- Subsecretário do Exército (vice-ministro)
  - Gabinete de Assuntos Militares
  - Gabinete de Pessoal
  - Gabinete de Armas
  - Gabinete do Serviço do Exército
  - Gabinete de Administração
  - Intendência (Contas e Suprimentos)
  - Médico
  - Gabinete Judiciário
  - Gabinete de Mobilização Econômica
  - Gabinete Aeronáutico
  - Mobilização Econômica (abolida em abril de 1945)

O Ministério do Exército e o Quartel-General Imperial estavam localizados em Ichigaya, que agora faz parte de Shinjuku, na capital Tóquio.

## Ministros do Exército do Japão
| Nº | Retrato      | Nome                                       | Mandato                | Mandato                | Gabinete     |
| -- | ------------ | ------------------------------------------ | ---------------------- | ---------------------- | ------------ |
| 1  |              | Ōyama Iwao 大山 巌                         | 22 de dezembro de 1885 | 17 de maio de 1891     | 1º Itō       |
| 1  | Kuroda       | Ōyama Iwao 大山 巌                         | 22 de dezembro de 1885 | 17 de maio de 1891     |              |
| 1  | 1º Yamagata  | Ōyama Iwao 大山 巌                         | 22 de dezembro de 1885 | 17 de maio de 1891     |              |
| 1  | 1º Matsukata | Ōyama Iwao 大山 巌                         | 22 de dezembro de 1885 | 17 de maio de 1891     |              |
| 2  |              | Takashima Tomonosuke 高島 鞆之助           | 17 de maio de 1891     | 8 de agosto de 1892    |              |
| 3  |              | Ōyama Iwao 大山 巌                         | 8 de agosto de 1892    | 20 de setembro de 1896 | 2º Itō       |
| 3  | 2º Matsukata | Ōyama Iwao 大山 巌                         | 8 de agosto de 1892    | 20 de setembro de 1896 |              |
| 4  |              | Takashima Tomonosuke 高島 鞆之助           | 20 de setembro de 1896 | 12 de janeiro de 1898  |              |
| 5  |              | Katsura Tarō 桂 太郎                       | 12 de janeiro de 1898  | 23 de dezembro de 1900 | 3º Itō       |
| 5  | 1º Ōkuma     | Katsura Tarō 桂 太郎                       | 12 de janeiro de 1898  | 23 de dezembro de 1900 |              |
| 5  | 2º Yamagata  | Katsura Tarō 桂 太郎                       | 12 de janeiro de 1898  | 23 de dezembro de 1900 |              |
| 5  | 4º Itō       | Katsura Tarō 桂 太郎                       | 12 de janeiro de 1898  | 23 de dezembro de 1900 |              |
| 6  |              | Kodama Gentarō 兒玉 源太郎                 | 23 de dezembro de 1900 | 27 de março de 1902    |              |
| 6  | 1º Katsura   | Kodama Gentarō 兒玉 源太郎                 | 23 de dezembro de 1900 | 27 de março de 1902    |              |
| 7  |              | Terauchi Masatake 寺内 正毅                | 27 de março de 1902    | 30 de agosto de 1911   |              |
| 7  | 1º Saionji   | Terauchi Masatake 寺内 正毅                | 27 de março de 1902    | 30 de agosto de 1911   |              |
| 7  | 2º Katsura   | Terauchi Masatake 寺内 正毅                | 27 de março de 1902    | 30 de agosto de 1911   |              |
| 8  |              | Ishimoto Shinroku 石本 新六                | 30 de agosto de 1911   | 2 de abril de 1912     | 2º Saionji   |
| 9  |              | Uehara Yūsaku 上原 勇作                    | 5 de abril de 1912     | 21 de dezembro de 1912 | 2º Saionji   |
| 10 |              | Kigoshi Yasutsuna 木越 安綱                | 21 de dezembro de 1912 | 24 de junho de 1913    | 3º Katsura   |
| 10 | 1º Yamamoto  | Kigoshi Yasutsuna 木越 安綱                | 21 de dezembro de 1912 | 24 de junho de 1913    |              |
| 11 |              | Kusunose Yukihiko 楠瀬 幸彦                | 24 de junho 1913       | 16 de abril de 1914    |              |
| 12 |              | Oka Ichinosuke 岡 市之助                   | 16 de abril de 1914    | 30 de março de 1916    | 2º Ōkuma     |
| 13 |              | Ōshima Ken'ichi 大島 健一                  | 30 de março de 1916    | 29 de setembro de 1918 | 2º Ōkuma     |
| 13 | Terauchi     | Ōshima Ken'ichi 大島 健一                  | 30 de março de 1916    | 29 de setembro de 1918 |              |
| 14 |              | Tanaka Giichi 田中 義一                    | 29 de setembro de 1918 | 9 de junho de 1921     | Hara         |
| 15 |              | Yamanashi Hanzō 山梨 半造                  | 9 de junho de 1921     | 2 de setembro de 1923  | Hara         |
| 15 | Takahashi    | Yamanashi Hanzō 山梨 半造                  | 9 de junho de 1921     | 2 de setembro de 1923  |              |
| 15 | Katō         | Yamanashi Hanzō 山梨 半造                  | 9 de junho de 1921     | 2 de setembro de 1923  |              |
| 16 |              | Tanaka Giichi 田中 義一                    | 2 de setembro de 1923  | 7 de janeiro de 1924   | 2º Yamamoto  |
| 17 |              | Kazushige Ugaki 宇垣 一成                  | 7 de janeiro de 1924   | 20 de abril de 1927    | Kiyoura      |
| 17 | Katō         | Kazushige Ugaki 宇垣 一成                  | 7 de janeiro de 1924   | 20 de abril de 1927    |              |
| 17 | 1º Wakatsuki | Kazushige Ugaki 宇垣 一成                  | 7 de janeiro de 1924   | 20 de abril de 1927    |              |
| 18 |              | Yoshinori Shirakawa 白川 義則              | 20 de abril de 1927    | 2 de julho de 1929     | 1º Tanaka    |
| 19 |              | Kazushige Ugaki 宇垣 一成                  | 2 de julho de 1929     | 14 de abril de 1931    | Hamaguchi    |
| 20 |              | Jirō Minami 南 次郎                        | 14 de abril de 1931    | 13 de dezembro de 1931 | 2º Wakatsuki |
| 21 |              | Sadao Araki 荒木 貞夫                      | 13 de dezembro de 1931 | 23 de janeiro de 1934  | Inukai       |
| 21 | Saitō        | Sadao Araki 荒木 貞夫                      | 13 de dezembro de 1931 | 23 de janeiro de 1934  |              |
| 22 |              | Senjūrō Hayashi 林 銑十郎                  | 23 de janeiro de 1934  | 5 de setembro de 1935  |              |
| 22 | Okada        | Senjūrō Hayashi 林 銑十郎                  | 23 de janeiro de 1934  | 5 de setembro de 1935  |              |
| 23 |              | Yoshiyuki Kawashima 川島 義之              | 5 de setembro de 1935  | 9 de março de 1936     |              |
| 24 |              | Hisaichi Terauchi 寺内 寿一                | 9 de março de 1936     | 2 de fevereiro de 1937 | Hirota       |
| 25 |              | Kōtarō Nakamura 中村 孝太郎                | 2 de fevereiro de 1937 | 9 de fevereiro de 1937 | Hayashi      |
| 26 |              | Hajime Sugiyama 杉山 元                    | 9 de fevereiro de 1937 | 3 de junho de 1938     | Hayashi      |
| 26 | 1º Konoe     | Hajime Sugiyama 杉山 元                    | 9 de fevereiro de 1937 | 3 de junho de 1938     |              |
| 27 |              | Seishirō Itagaki 板垣 征四郎               | 3 de junho de 1938     | 30 de agosto de 1939   |              |
| 27 | 1º Hiranuma  | Seishirō Itagaki 板垣 征四郎               | 3 de junho de 1938     | 30 de agosto de 1939   |              |
| 28 |              | Shunroku Hata 畑 俊六                      | 30 de agosto de 1939   | 22 de julho de 1940    | Abe          |
| 28 | Yonai        | Shunroku Hata 畑 俊六                      | 30 de agosto de 1939   | 22 de julho de 1940    |              |
| 29 |              | Hideki Tojo 東條 英機                      | 22 de julho de 1940    | 22 de julho de 1944    | 2º Konoe     |
| 29 | 3º Konoe     | Hideki Tojo 東條 英機                      | 22 de julho de 1940    | 22 de julho de 1944    |              |
| 29 | Tojo         | Hideki Tojo 東條 英機                      | 22 de julho de 1940    | 22 de julho de 1944    |              |
| 30 |              | Hajime Sugiyama 杉山 元                    | 22 de julho de 1944    | 7 de abril de 1945     | Koiso        |
| 31 |              | Korechika Anami 阿南 惟幾                  | 7 de abril de 1945     | 14 de agosto de 1945   | Suzuki       |
| 32 |              | Prince Naruhiko Higashikuni 東久邇宮稔彦王 | 17 de agosto de 1945   | 23 de agosto de 1945   | Higashikuni  |
| 33 |              | Sadamu Shimomura 下村 定                   | 23 de agosto de 1945   | 1º de dezembro de 1945 | Higashikuni  |
| 33 | Shidehara    | Sadamu Shimomura 下村 定                   | 23 de agosto de 1945   | 1º de dezembro de 1945 |              |